# ابو غریب
ابو غریب (به عربی: أبو غریب) یک عوارض جغرافیایی در عراق است که در al anbar governorate واقع شده‌است.

## خصوصیات
ابو غریب ۱۸۹٬۰۰۰ نفر جمعیت دارد.